# Ordine dell'Indipendenza (Giordania)
L'Ordine dell'Indipendenza è un Ordine cavalleresco del regno di Giordania.

## Storia
L'Ordine è stato fondato nel 1921 da Al-Husayn ibn Ali.

## Classi
L'Ordine dispone delle seguenti classi di benemerenza:
- Gran Cordone
- Grand'Ufficiale
- Commendatore
- Ufficiale
- Cavaliere
- Medaglia

## Insegne
- Il nastro è viola con bordi bianchi e neri.